# Shelter (film 2007)
Shelter (termine inglese che significa "riparo", "rifugio") è un film del 2007 scritto e realizzato da Jonah Markowitz.
Il film è stato girato in 21 giorni a San Pedro e Laguna Beach, in California; a piccolo budget.

## Trama
Il giovane surfista californiano Zach è stato costretto a rinunciare a una borsa di studio per un prestigioso scuola d'arte e ai suoi sogni per dedicarsi alla sua famiglia, soprattutto al suo nipotino di cinque anni Cody, figlio della sorella maggiore Jeanne, madre negligente che preferisce dedicarsi al suo nuovo ragazzo piuttosto che al figlio. Durante l'estate, Shaun, fratello maggiore del suo miglior amico Gabe, che era partito per Los Angeles non sopportando la vita in una piccola città, torna a casa e fra lui e Zach nasce subito un'amicizia intima che sfocerà poi in una relazione sentimentale. Shaun spinge il ragazzo a prendere il controllo della propria vita per meglio imporsi sia rispetto alla famiglia sia nel campo dell'arte e inoltre riesce anche ad instaurare un forte legame con Cody. Tuttavia, col passare del tempo la sua relazione omosessuale con Shaun, farà entrare Zach in conflitto con la sua famiglia, in parte con l'amico Gabe e anche con la sua stessa identità. Inoltre, dopo essere venuta a conoscenza della loro relazione, Jeanne si preoccupa per il coinvolgimento del figlio Cody e obbliga suo fratello a scegliere fra il nipotino e l'amante. Zach allora rompe temporaneamente con Shaun ma grazie anche alla complicità ed ai consigli della sua ex-ragazza Tori, farà chiarezza sui suoi sentimenti e su cosa vuole dalla vita e si farà perdonare riconquistando Shaun e dicendogli che ha deciso di accettare la borsa di studio che gli era stata offerta, per questo a fine estate partirà con lui per Los Angeles. Nel frattempo, Jeanne si prepara a lasciare la città per seguire il fidanzato che ha trovato lavoro da un'altra parte, e chiede a Zach di occuparsi in sua assenza di Cody, poiché all'uomo non piacciono i bambini. Dopo aver assistito nuovamente al compagno della sorella che tratta male il nipote, Zach interviene in sua difesa. Sarà lui questa volta a imporre una decisione alla sorella: restare con il figlio lascando partire il compagno o andarsene con lui, accettando però di affidare Cody al fratello e Shaun, che Zach non ha più paura di chiamare il suo ragazzo. Jeanne per una volta riesce a dimostrarsi matura e accetta di affidare il figlio alla coppia, comprendendo che per lui è la scelta migliore. 

## Nomine e premi
- Seattle Lesbian & Gay Film Festival: Miglior nuovo regista a Jonah Markowitz, 2007.
- Seattle Lesbian & Gay Film Festival: Miglior narratore, 2007.
- Vancouver Queer Film Festival: Migliore presentazione, 2007.
- Tampa International Gay and Lesbian Film Festival: Miglior attore a Trevor Wright, 2007.
- Tampa International Gay and Lesbian Film Festival: Miglior fotografia a Joseph White, 2007.
- Philadelphia International Gay & Lesbian Film Festival: Special Award per Miglior regista a Jonah Markowitz, 2007.
- Dallas Out Takes: Miglior film, 2007.
- Outfest: H.B.O. Outstanding First Dramatic Feature a Joanh Markowitz, 2007.
- Melbourne Queer Film Festival: Migliore presentazione, 2007.

## Colonna sonora
La colonna sonora originale del film è distribuita dal canale di televisione a pagamento: "here! Tunes". Questa marca si concentra specialmente su musiche per il cinema Lgbt senza escludere contributi di artisti di qualsivoglia altra orientazione sessuale.
Le musiche del film includono quella del cantautore texano Shane Mack, di Stewart Lewis di Boston e quella di Dance Yourself To Death, un gruppo omosessuale di indie rock.

## Elenco dei brani
1. Lie To Me - Shane Mack
2. More Than This - Shane Mack
3. Reflections - Todd Hannigan
4. Darkness Descends - Matthew Popieluch
5. No One's Home - Brett Cookingham & Matt Pavolaitis
6. Time To Time - Stewart Lewis
7. Teenage Romanticide - Dance Yourself to Death
8. What Do You Believe In - The Vengers
9. Zach Conflicted - J. Peter Robinson
10. I Like That - Shane Mack
11. Pirate Sounds - Matthew Popieluch
12. Take The Long Way Home - Shane Mack
13. Goin' Home - Bill Ferguson
14. Sad Montage - J. Peter Robinson